# Mansilla de las Mulas
Mansilla de las Mulas là một đô thị trong tỉnh León, Castile và León, Tây Ban Nha. Theo điều tra dân số 2004 (INE), đô thị này có dân số là 1.811 người.